# Hip hop da África
O hip hop tem sido popular na África desde o início de 1980 devido à influência generalizada americana. Em 1985 o ritmo chegou no Senegal, um francês no país de língua da África Ocidental. Alguns dos primeiros rappers senegaleses foram M.C. Lida, M.C. Solaar, e Positive Black Soul, que mistura rap com Mbalax, um tipo de música pop do oeste africano. Um dos primeiros grupos da África do Sul foi o Black Noise. Eles começaram como uma equipe graffiti e breakdance na Cidade do Cabo até que começou em 1989. O governo apartheid da África do Sul tentou proibir rap devido a seu lado na luta pela liberdade de todas as raças. O governo tornou o hip hop legal em 1993, que permite música rap em rádio e televisão. Há também, ter sido grupos na Tanzânia e de outros países que antes de 1989, embora não seja muito conhecido. Durante os anos 1980 e início de 1990 o rap começou a escalada por toda a África. Cada região teve um novo tipo de estilo de hip hop. Elementos do rap também são encontrados em Kwaito, baseado em um novo gênero house music que se desenvolveram na África do Sul na década de 1990.